# Síndrome del canal de Guyon
La síndrome del canal de Guyon és causada per l'atrapament del nervi cubital en el seu pas pel canell, al canal del Guyon. Els símptomes solen començar amb una sensació de parestèsies (adormiment i punxades) al dit anular i al dit petit abans d'avançar fins a una pèrdua de sensació i/o una deteriorada funció motora dels músculs intrínsecs de la mà (eminència hipotènar, interossis palmars, interossis dorsals i lumbricals) que estan innervats pel nervi cubital. La síndrome del canal de Guyon és freqüentment observada en ciclistes habituals a causa de la pressió prolongada del canal del Guyon contra els manillar de les bicicletes. Una altra causa molt freqüent de pèrdua sensorial al quart i cinquè dits es deu a l'atrapament del nervi cubital al canal cubital situat al costat medial del colze, que es coneix com a síndrome del canal cubital.

## Causes
Tot i que són idiopàtics en alguns casos, els factors causants de la síndrome inclouen quists del tendó (ganglions), tumors, ús repetitiu, variacions anatòmiques i malalties dels vasos sanguinis veïns (trombosi o aneurisma de l'artèria cubital). De les causes més conegudes, el més comú és el que produeix per un ganglió.

## Diagnòstic

### Classificació

Tres ubicacions (zones) en què es pot comprimir el nervi cubital dins del canal de Guyon.

La síndrome del canal de Guyon es pot caracteritzar per la ubicació o zona dins del canal on es comprimeix el nervi cubital. El nervi es divideix en una branca sensorial superficial i una branca motora més profunda en aquesta zona. Així, el canal de Guyon es pot separar en tres zones en funció de quina part del nervi cubital està implicat. La síndrome resultant es tradueix en debilitat muscular o deterioració de la sensibilitat en la distribució cubital.
Associacions de símptomes de la ubicació
| Zones | Localització                                               | Símptomes               | Associacions                   |
| 1     | Proximal (prèvia a la bifurcació del nervi cubital)        | Mixt: motor i sensorial | Ganglió i fractures del ganxut |
| 2     | Rama del motor profund que envolta el nervi cubital        | Només motor             | Ganglió i fractures del ganxut |
| 3     | Branca sensorial superficial del nervi cubital i envoltant | Només sensorial         | Patologia de l'artèria cubital |

Les síndromes de tipus 2 són les més comunes, mentre que les de zona 3 són les menys freqüents.

### Tractament
La línia de tractament inicial és amb antiinflamatoris o amb injeccions de glucocorticoides. Hi ha hagut assaigs amb guants que ajuden a protegir el nervi cubital de la compressió. L'opció de tractament més radical és la cirurgia per alleujar la tensió en el lligament del carp i que forma el sostre del canal de Guyon, reduint així la compressió sobre el nervi cubital.